# Boues primaires
Les boues primaires constituent l'une des étapes du procédé de purification d'une station d'épuration. Ce sont les boues extraites de traitements primaires, généralement les boues du décanteur primaire : les autres matières solides recueillies par dégrillage et dessablage sont acheminées directement vers des bennes.